# خليج فاهسل
خليج فاهسل (بالألمانية: Vahselbucht)‏ هو خليج يبلغ عرضه حوالي 7 أميال في الجزء الغربي من ساحل ليوتبولد في القارة القطبية الجنوبية.